# Chartella elongata
Chartella elongata är en mossdjursart som beskrevs av Cook 1968. Chartella elongata ingår i släktet Chartella och familjen Flustridae. Inga underarter finns listade i Catalogue of Life.